# Not That Far Away
«Not That Far Away» es una canción grabada por la cantante, compositora y actriz estadounidense Jennette McCurdy de su EP debut del mismo nombre. Escrito por McCurdy, Blair Daly y Rachel Proctor, fue lanzado a la radio country el 24 de mayo de 2010 y como descarga de música el 1 de junio de 2010.

## Descripción
"Not That Far Away" es una canción de ritmo rápido con la guitarra destacada banyo y guitarra de acero eléctrico con rellenos. La canción describe el escenario de una joven, que sueña con convertirse en una artista del país, y sale de la ciudad de Nashville, Tennessee en busca de su sueño. Al salir, ella garantiza a su madre que "no está tan lejos" de su ciudad natal en California.
McCurdy dijo «esta canción realmente captura el último año de mi vida. He estado en Nashville escribiendo y grabando mi disco y siguiendo mi sueño mientras que echo en falta a mi familia y amigos en Garden Grove, California». El sencillo fue elegido en una encuesta en la que votaron fanes que incluyó muestras de seis canciones de su próximo disco, "Not That Far Away", con un 30% del total de votos, fue elegido para el lanzamiento.

## Vídeo musical
El video musical fue dirigido por Roman White y filmado en Watertown, Tennessee, y fue estrenado en Nickelodeon y CMT el 14 de agosto de 2010. En el video, McCurdy es mostrada mudándose a su nueva casa, mientras mira y pega fotos de ella con sus familiares en el muro, también escribiendo y cantando en su nueva casa. Luego camina en las calles con su guitarra en el estuche y un chico la mira, lo que ella repite poco después. Después Jennette ve un anuncio que dice "Noche de Micrófono Abierto", y en la siguiente escena McCurdy se ve cantando en el restaurante donde vio el anuncio. El video termina enfocándose en una foto antigua de McCurdy.